# Tassin-la-Demi-Lune
Tassin-la-Demi-Lune és un municipi francès, situat a la metròpoli de Lió i a la regió de Alvèrnia - Roine-Alps. L'any 2007 tenia 18.278 habitants.

## Demografia

### Població
El 2007 la població de fet de Tassin-la-Demi-Lune era de 18.278 persones. Hi havia 7.859 famílies de les quals 2.709 eren unipersonals (1.082 homes vivint sols i 1.627 dones vivint soles), 2.331 parelles sense fills, 2.176 parelles amb fills i 643 famílies monoparentals amb fills.
La població ha evolucionat segons el següent gràfic:
Habitants censats

### Habitatges
El 2007 hi havia 8.603 habitatges, 8.041 eren l'habitatge principal de la família, 146 eren segones residències i 415 estaven desocupats. 1.961 eren cases i 6.589 eren apartaments. Dels 8.041 habitatges principals, 4.903 estaven ocupats pels seus propietaris, 2.902 estaven llogats i ocupats pels llogaters i 235 estaven cedits a títol gratuït; 257 tenien una cambra, 1.130 en tenien dues, 2.143 en tenien tres, 2.192 en tenien quatre i 2.319 en tenien cinc o més. 6.313 habitatges disposaven pel capbaix d'una plaça de pàrquing. A 4.126 habitatges hi havia un automòbil i a 2.972 n'hi havia dos o més.

### Piràmide de població
La piràmide de població per edats i sexe el 2009 era:
| Homes | Edats   | Dones |
| ----- | ------- | ----- |
| 12    | 95 o +  | 52    |
| 24    | 90 a 94 | 100   |
| 84    | 85 a 89 | 148   |
| 124   | 80 a 84 | 172   |
| 260   | 75 a 79 | 384   |
| 324   | 70 a 74 | 420   |
| 380   | 65 a 69 | 448   |
| 384   | 60 a 64 | 464   |
| 424   | 55 a 59 | 496   |
| 612   | 50 a 54 | 660   |
| 496   | 45 a 49 | 564   |
| 452   | 40 a 44 | 616   |
| 560   | 35 a 39 | 516   |
| 548   | 30 a 34 | 540   |
| 560   | 25 a 29 | 540   |
| 464   | 20 a 24 | 540   |
| 468   | 15 a 19 | 556   |
| 524   | 10 a 14 | 432   |
| 440   | 5 a 9   | 404   |
| 408   | 0 a 4   | 348   |

## Economia
El 2007 la població en edat de treballar era d'11.691 persones, 8.997 eren actives i 2.694 eren inactives. De les 8.997 persones actives 8.367 estaven ocupades (4.329 homes i 4.038 dones) i 629 estaven aturades (286 homes i 343 dones). De les 2.694 persones inactives 659 estaven jubilades, 1.229 estaven estudiant i 806 estaven classificades com a «altres inactius».

### Ingressos
El 2009 a Tassin-la-Demi-Lune hi havia 7.975 unitats fiscals que integraven 17.878 persones, la mediana anual d'ingressos fiscals per persona era de 23.957 €.

### Activitats econòmiques
Dels 1.124 establiments que hi havia el 2007, 5 eren d'empreses extractives, 12 d'empreses alimentàries, 2 d'empreses de fabricació de material elèctric, 33 d'empreses de fabricació d'altres productes industrials, 92 d'empreses de construcció, 220 d'empreses de comerç i reparació d'automòbils, 27 d'empreses de transport, 44 d'empreses d'hostatgeria i restauració, 37 d'empreses d'informació i comunicació, 93 d'empreses financeres, 72 d'empreses immobiliàries, 243 d'empreses de serveis, 185 d'entitats de l'administració pública i 59 d'empreses classificades com a «altres activitats de serveis».
Dels 209 establiments de servei als particulars que hi havia el 2009, 1 era una oficina d'administració d'Hisenda pública, 2 oficines del servei públic d'ocupació, 1 gendarmeria, 2 oficines de correu, 13 oficines bancàries, 1 funerària, 16 tallers de reparació d'automòbils i de material agrícola, 2 tallers d'inspecció tècnica de vehicles, 3 establiments de lloguer de cotxes, 3 autoescoles, 6 paletes, 25 guixaires pintors, 13 fusteries, 13 lampisteries, 11 electricistes, 2 empreses de construcció, 23 perruqueries, 4 veterinaris, 7 agències de treball temporal, 26 restaurants, 28 agències immobiliàries, 5 tintoreries i 2 salons de bellesa.
Dels 86 establiments comercials que hi havia el 2009, 3 eren supermercats, 4 grans superfícies de material de bricolatge, 3 botiges de menys de 120 m², 8 fleques, 4 carnisseries, 1 una botiga de congelats, 4 llibreries, 22 botigues de roba, 4 botigues d'equipament de la llar, 4 sabateries, 3 botigues d'electrodomèstics, 10 botigues de mobles, 5 botigues de material esportiu, 2 botigues de material de revestiment de parets i terra, 1 un drogueria, 2 perfumeries, 4 joieries i 2 floristeries.
L'any 2000 a Tassin-la-Demi-Lune hi havia 7 explotacions agrícoles que ocupaven un total de 68 hectàrees.

## Equipaments sanitaris i escolars
El 2009 hi havia 1 psiquiàtric, 8 farmàcies i 3 ambulàncies.
El 2009 hi havia 2 escoles maternals i 8 escoles elementals. A Tassin-la-Demi-Lune hi havia 2 col·legis d'educació secundària i 1 liceu d'ensenyament general. Als col·legis d'educació secundària hi havia 1.555 alumnes i als liceus d'ensenyament general 435.

## Poblacions més properes
El següent diagrama mostra les poblacions més properes.